# Spina bifida
La spina bifida è una malformazione o difetto neonatale dovuto alla chiusura incompleta di una o più vertebre, risultante in una malformazione del midollo spinale. Può essere perciò considerata un disrafismo.

## Epidemiologia
È la malformazione più frequente del sistema nervoso centrale. La prevalenza della malattia è di circa uno su 8 000 neonati, ma varia molto da paese a paese.
Un'influenza sulla prevalenza possono essere le abitudini alimentari. Si può raccomandare l'assunzione di vitamina B9 (acido folico) per prevenire la malformazione.

## Eziopatogenesi
La malformazione della spina bifida aperta (incompatibile con la vita) deriva dalla mancata chiusura del neuroporo posteriore, formatosi durante il processo di neurulazione (terza settimana di sviluppo embrionale) a seguito del ripiegamento delle pieghe neurali (margini laterali della placca neurale).

## Classificazione
Se la noxa si verifica prima della chiusura del tubo neurale (quarta settimana di sviluppo embrionale), si ha la spina bifida aperta, incompatibile con la vita, caratterizzata da assenza di cute, archi vertebrali, meningi ed esposizione del tubo neurale.
Altrimenti si può avere, in ordine crescente di gravità:
- Spina bifida occulta (spesso asintomatica, può essere svelata da un'ipertricosi e un'iperpigmentazione cutanea e talvolta può accompagnarsi a incontinenza urinaria. È detta "occulta" in quanto l'osso mancante è colmato da tessuto fibroso o fibro-cartilagineo. Le conseguenze neurologiche sono assai rare, mentre sono più frequenti lombalgia, impotenza e disturbi trofici a livello dell'appoggio plantare);
- Meningocele (estroflessione, attraverso il varco della schisi, di dura madre e aracnoide, che formano una tumefazione sottocutanea simil-cistica, pulsante in funzione della pressione del liquido cefalorachidiano, spesso asintomatica);
- Mielomeningocele (in questo caso alla protrusione concorre anche il midollo. Al centro è presente la cosiddetta area medullo-vascolosa di Recklinghausen, in cui si ha un versamento di liquor, il quale ha un'azione macerante con grande rischio di meningiti. La prognosi di questa affezione è infausta, con morte entro i primi mesi di vita o, nel caso di sopravvivenza, paralisi flaccide e disturbi sfinterici);

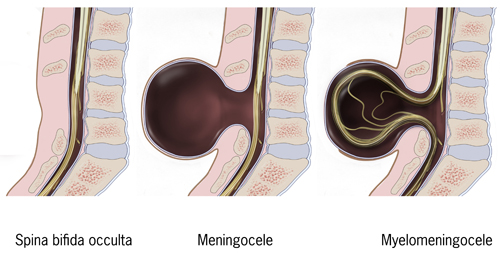
Differenti tipi di spina bifida

- Differenti tipi di spina bifidaMielocistomeningocele (all'estroflessione di meningi e midollo si aggiunge un allargamento cistico del canale ependimale che causa, oltre a quanto visto nel mielomeningocele, stiramento delle radici nervose con gravi sintomi neurologici e malformativi).

## Trattamento
La spina bifida può essere operata chirurgicamente. L'intervento chirurgico prevede l'apertura del punto colpito e la chiusura dopo la sua eliminazione, evitando di procurare danni al sistema nervoso.

## Prevenzione

### Prevenzione primaria
La somministrazione di acido folico alle donne prima del concepimento e per le prime sette settimane di gravidanza riduce la prevalenza del 60%.

### Diagnosi prenatale
Lo strumento più accurato per la diagnosi prenatale di spina bifida è l'esame ecografico del feto. Esami di screening della spina bifida come il dosaggio dell'alfa-fetoproteina nel siero materno o nel liquido amniotico sono ormai obsoleti. La diagnosi ecografica può essere fatta con l'esame della colonna fetale, ma le metodiche più sensibili sono la valutazione della forma del cranio fetale, l'esame dei ventricoli cerebrali e la valutazione della fossa cranica posteriore con la misura e l'osservazione del cervelletto fetale e della cisterna magna. L'esame dei segni indiretti a livello cranico permette l'esclusione del 99% dei casi di spina bifida del feto. Vengono rilevati la deformazione del cranio, che assume una forma di limone nella scansione assiale ("segno del limone") e la deformazione della fossa cranica posteriore con la obliterazione della cisterna magna e la riduzione del diametro trasverso del cervelletto, che assume una forma caratteristica descritta come il segno della banana.